# Kobyłka
Kobyłka (prononciation : [kɔˈbɨu̯ka]) est une ville polonaise de la voïvodie de Mazovie et du powiat de Wołomin.
Elle s'étend sur 19,64 km2 et comptait un peu plus de 28 000 habitants en 2024.
Elle se situe à 17 km au nord-est de Varsovie.

## Historique

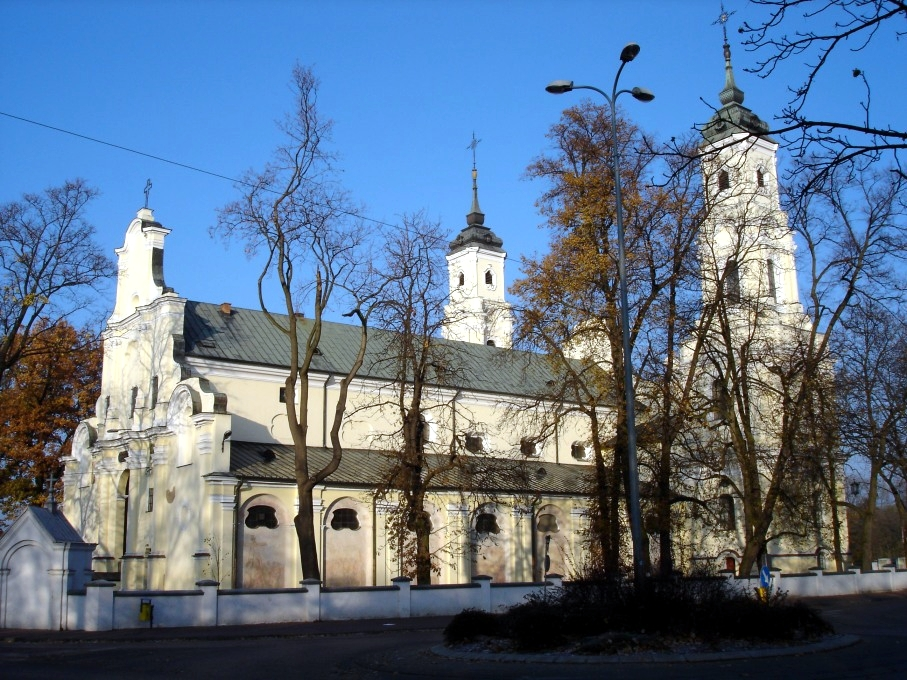
La basilique de la Sainte-Trinité de Kobyłka.

Situé dans une zone densément boisée, la ville a été un village au moins depuis le XVe siècle.
Au XVIIIe siècle, le village était l'un des principaux centres de production d'écharpes Pas kontuszowy.
En 1751, le village lui a été accordé une charte de ville royale, comme résultat des vastes efforts de son propriétaire, l'évêque Marcin Załuski, qui voulait en faire un grand centre de pèlerinage. Cependant, le plan n'a pas l'effet du soulèvement du Kościuszko et des partages de la Pologne, au cours de laquelle la ville a été gravement endommagé par les forces russes lors de leur marches de la banlieue de Varsovie vers Prague.

## Source
- (en) Cet article est partiellement ou en totalité issu de l’article de Wikipédia en anglais intitulé « Kobyłka » (voir la liste des auteurs).